# Chiropterotriton terrestris
Espèce
Synonymes
- Bolitoglossa terrestris Taylor, 1941

Statut de conservation UICN

 CR B1ab(iii) : 
En danger critique
Chiropterotriton terrestris est une espèce d'urodèles de la famille des Plethodontidae.

## Répartition
Cette espèce est endémique du Mexique. Elle se rencontre dans le nord-ouest de l'Hidalgo, à environ 1 640 d'altitude, voire à une altitude un peu supérieure.
Elle pourrait également être présente dans le Querétaro.

## Description
Le mâle holotype mesure 55,5 mm de longueur totale dont 26,5 mm de longueur standard et 29 mm de queue.

## Publication originale
- Taylor, 1941 : Herpetological miscellany, No. II. The University of Kansas science bulletin, vol. 27, no 1, p. 105-139 (texte intégral).